# Biserica Buna Vestire din Șura Mare

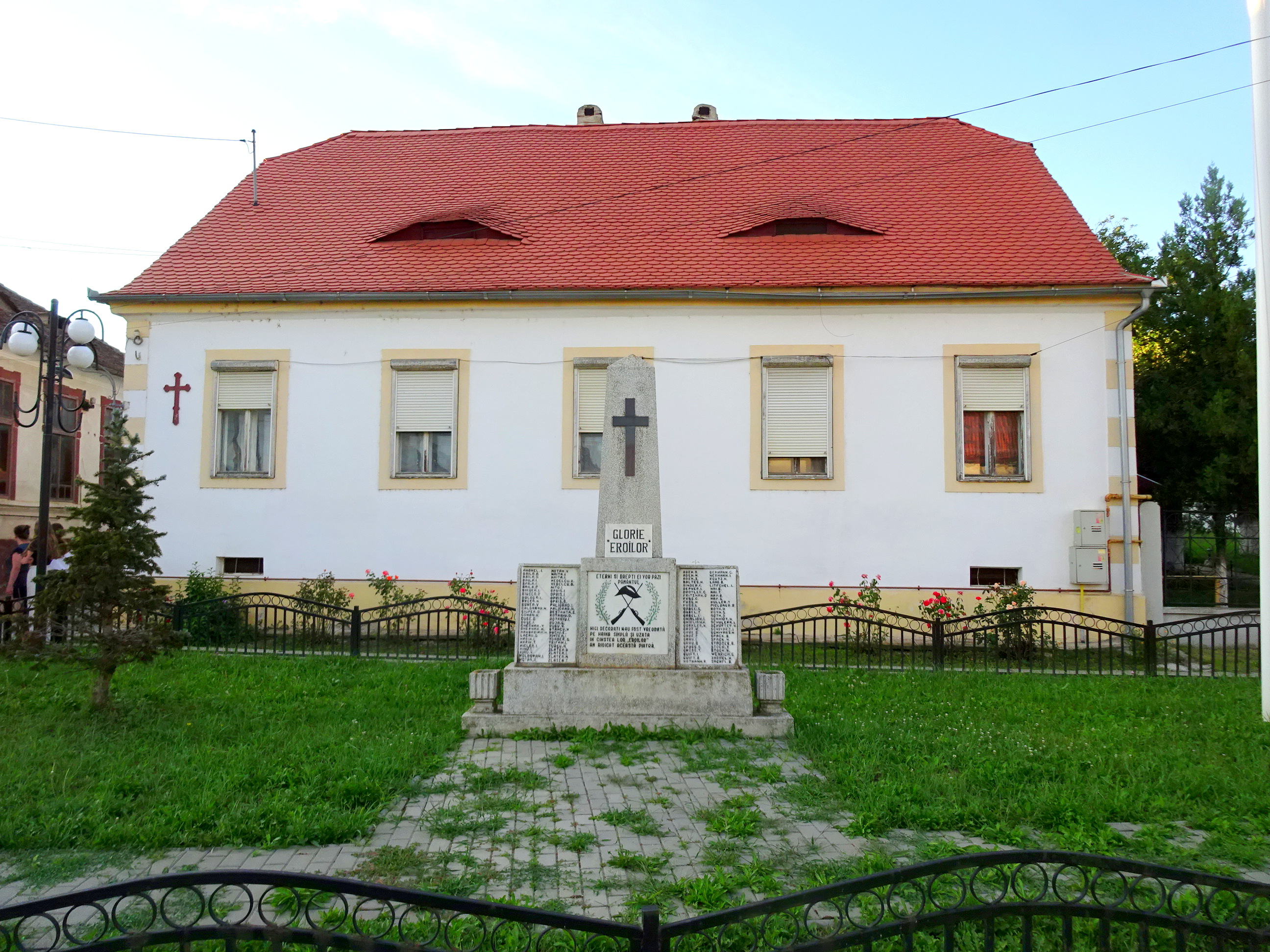
Casa parohială și monumentul eroilor

Biserica Buna Vestire este un monument istoric aflat pe teritoriul satului Nocrich, comuna Șura Mare, județul Sibiu.

## Localitatea
Șura Mare (în germană Großscheuern, în dialectul săsesc Griußscheiern, în maghiară Nagycsũr) este satul de reședință al comunei cu același nume din județul Sibiu, Transilvania, România.
Șura Mare se numără printre cele mai vechi așezări din jurul Sibiului, întemeiată între 1142-1162.

## Istoric și trăsături
Biserica a fost construită între anii 1798-1812 pe terenul donat de Ioan Trăistaru, banii necesari pentru ridicarea bisericii fiind donați de Constantin Hagiu Pop din Sibiu.
Este clădită din piatră și cărămidă, în formă de navă, cu un turn pe latura de vest, singura intrare fiind pe sub turn. Altarul este acoperit de o boltă din cărămidă, iar naosul și pronaosul de tavan drept dn lemn, tencuit. Zidul de cărămidă ce desparte altarul de naos și formează catapeteasma are trei deschideri.
Pictura a fost realizată de pictorii Nicolae Stoica din București și Ioan Cazila din Sibiu între anii 1963-1967.
Cele patru icoane împărătești de pe iconostas: Iisus Hristos, Maica Domnului, Buna Vestire și Sfântul Nicolae au fost pictate de Octavian Smigelschi, în anul 1898 și au fost donate bisericii de Ioan Turculețiu și soția sa.
Pisania de la intrare: „Acest sfânt locaș cu hramul Buna Vestire s-a ridicat din temelie cu ajutorul material al bunului credincios Hagi Constantin Pop din Sibiu între anii 1798-1812. În urma stricăciunilor suferite din timpul războiului (septembrie 1944) biserica a fost reparată. Lucrarea de pictură a fost refăcută între anii 1963-1966 de pictorul Nicolae Stoica în colaborare cu pictorul Cazila Ioan pe timpul păstoririi preotului Teodor Goga”.

## Imagini din exterior

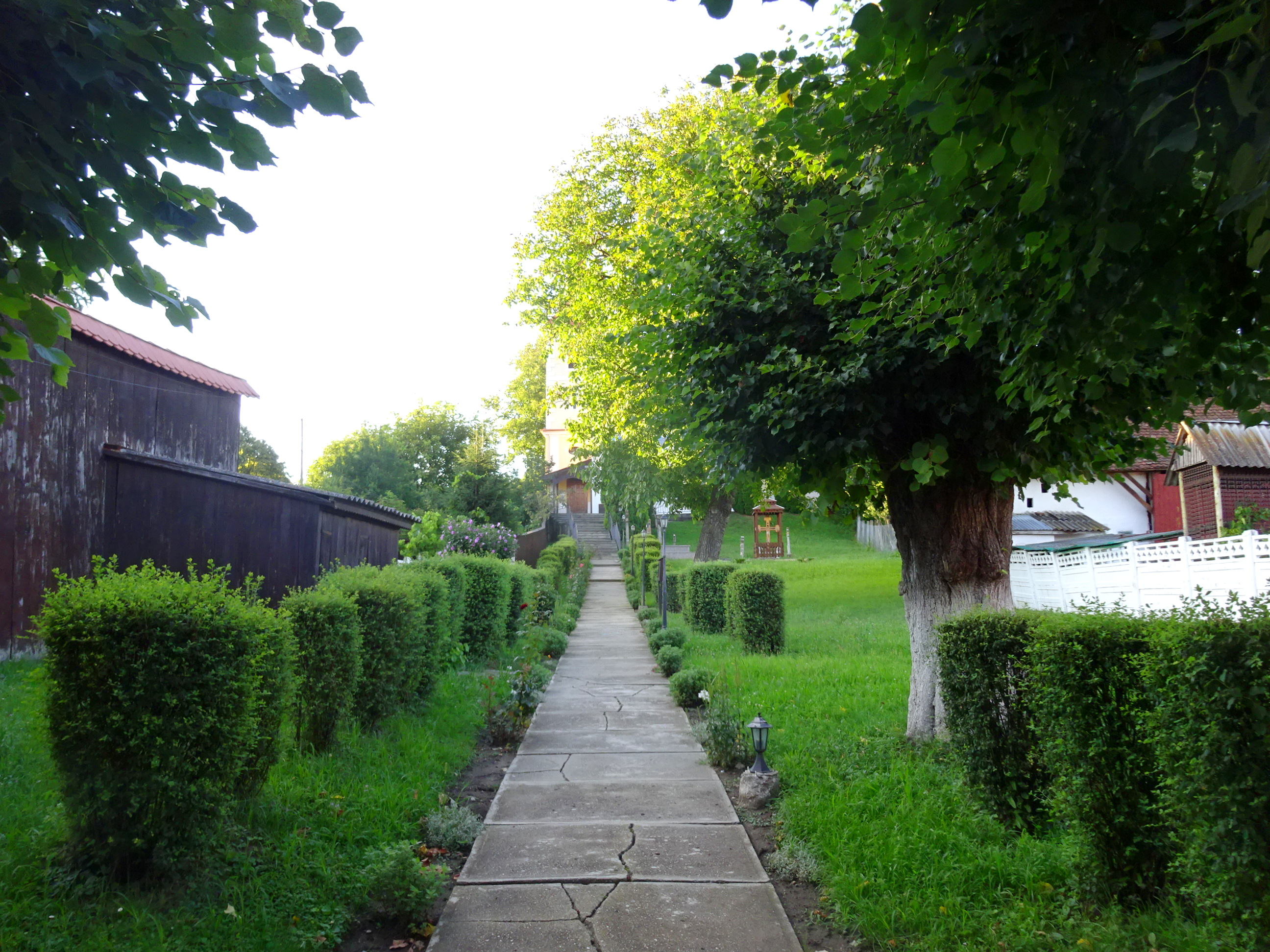
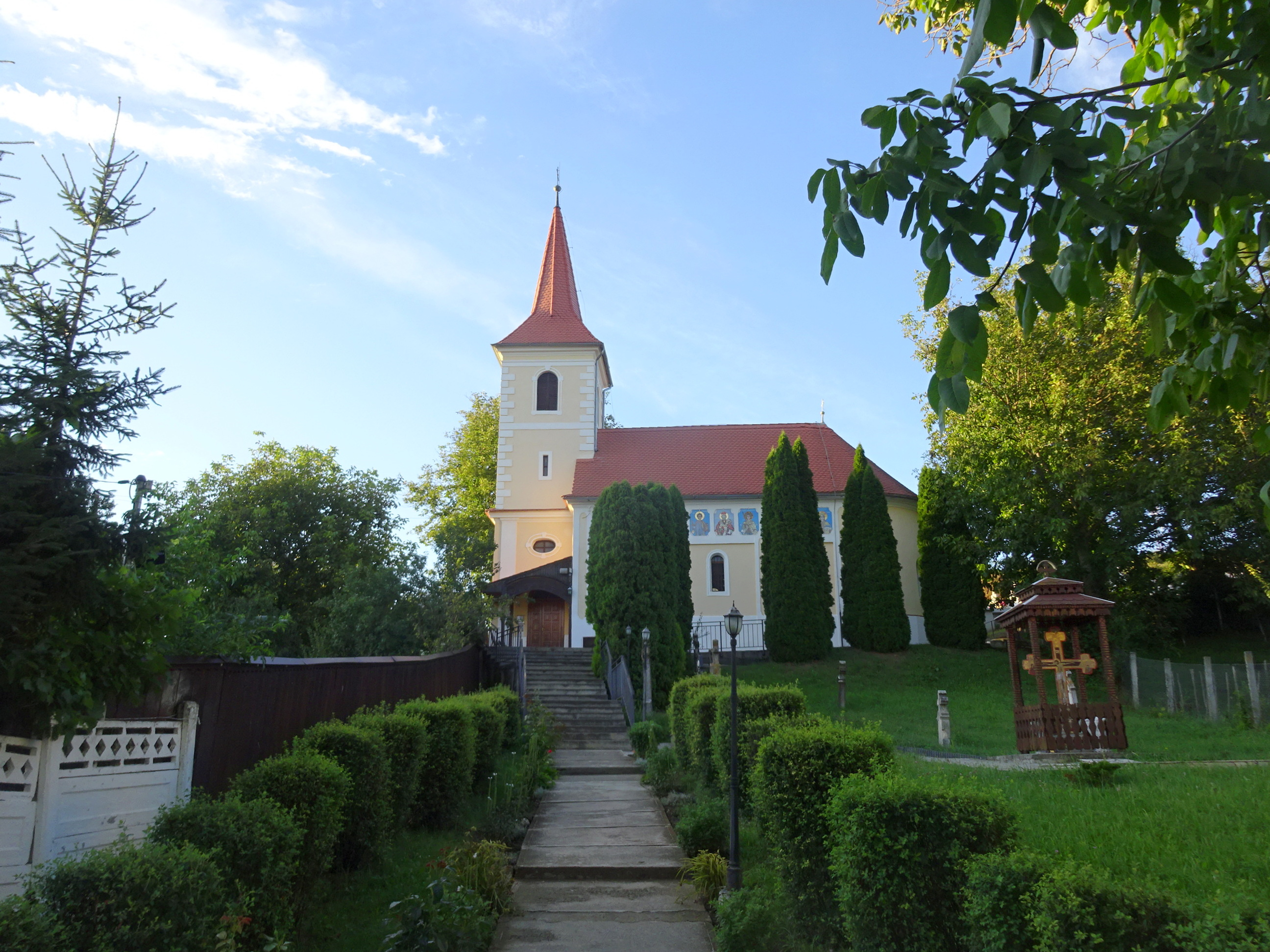
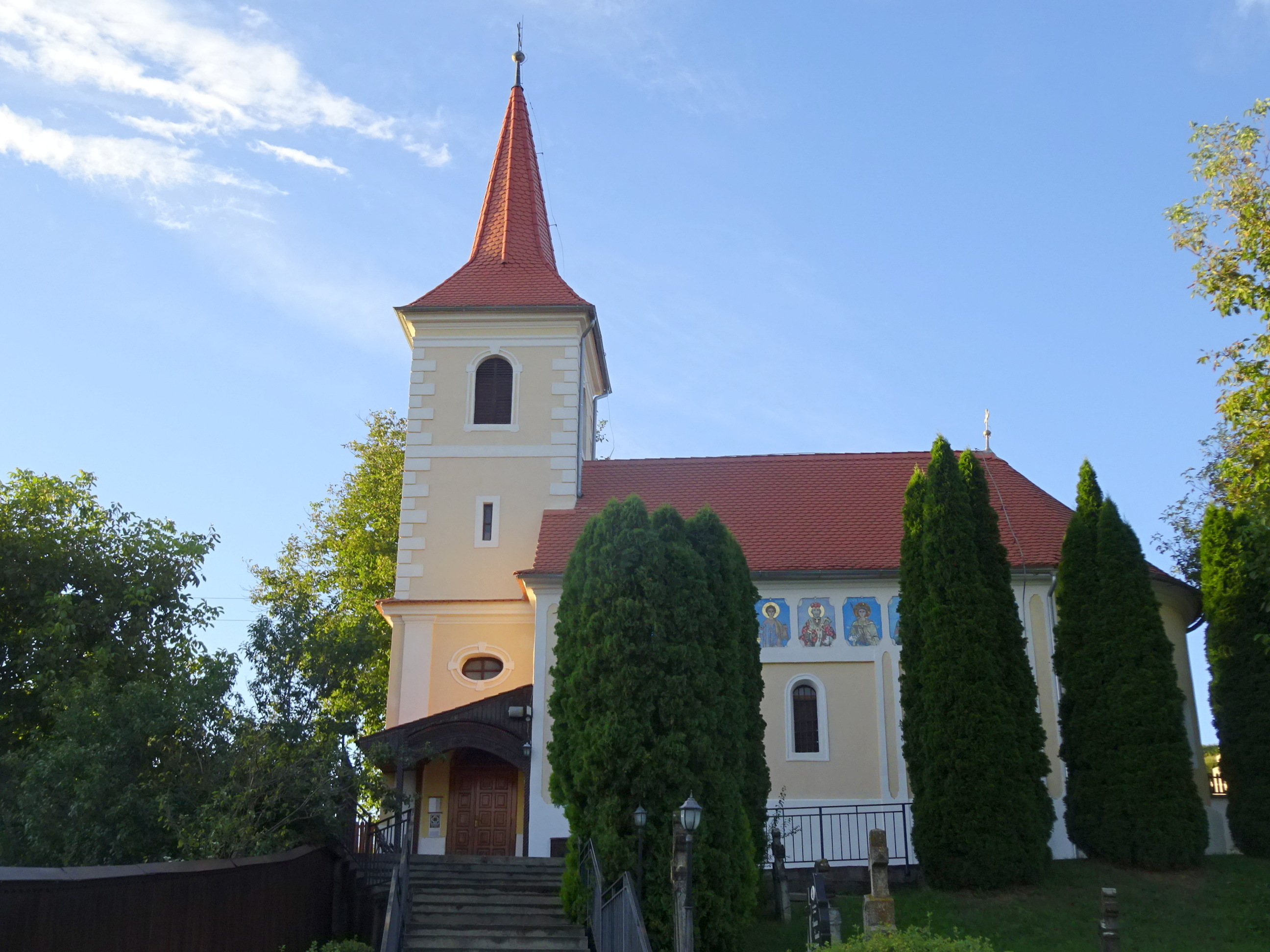
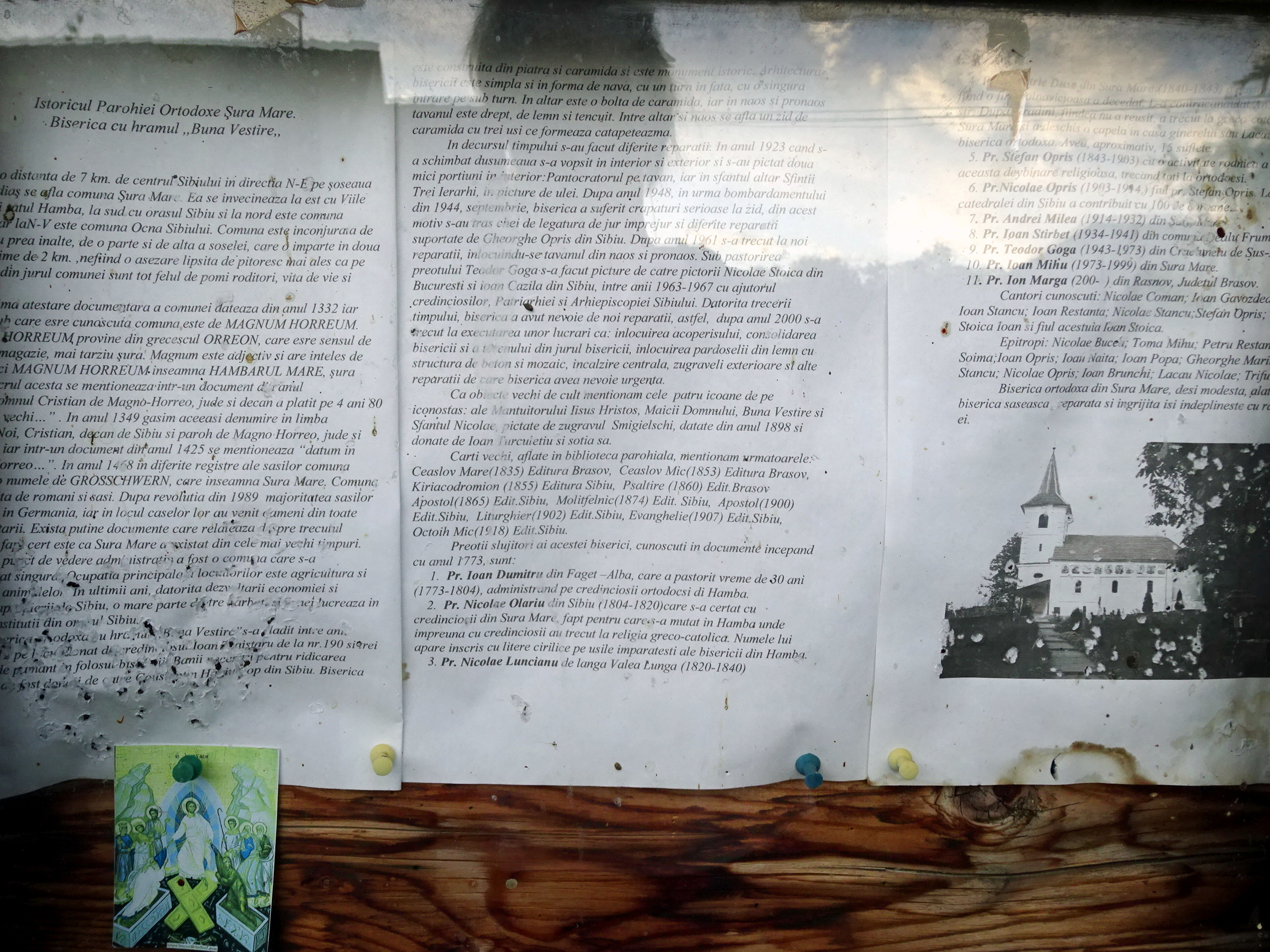

## Vezi și
- Șura Mare, Sibiu
- Buna Vestire